# Большая Экипцоко
Больша́я Экипцоко́ (кабард.-черк. Екӏэпцӏэкъуэшхуэ) — река в республике Кабардино-Балкария. Протекает по территории Зольского района. Устье реки находится в 129 км по правому берегу реки Малка. Длина реки составляет 12 км, площадь водосборного бассейна 53,9 км².

## География
Река начинает свой путь с восточного склона горы Бгюх, и течёт далее в северо-западном направлении. Недалеко от своего устья в реку впадает её главный левый приток — Малая Экипцоко. Впадает в реку Малка между сёлами Каменномостское и Сармаково.
Долина реки в верховьях и в среднем течении заняты густым хвойным лесом.

## Данные водного реестра
По данным государственного водного реестра России относится к Западно-Каспийскому бассейновому округу, водохозяйственный участок реки — Малка от истока до Кура-Марьинского канала. Речной бассейн реки — Реки бассейна Каспийского моря междуречья Терека и Волги.
Код объекта в государственном водном реестре — 07020000512108200004231.